# Võ thuật Myanmar
Võ thuật Myanmar, được gọi chung là Thaing, có một lịch sử lâu dài và chịu nhiều ảnh hưởng của các môn võ thuật từ nhiều nơi.

## Nguồn gốc

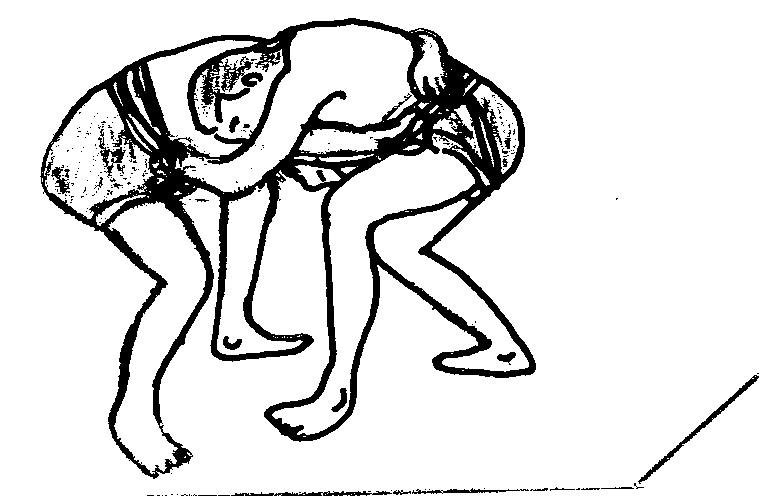
arakan naban- vật truyền thống của người Miến Điện